# Запруття
Запру́ття — село в Україні, у Снятинській міській громаді Коломийського району Івано-Франківської області.
Відповідно до Розпорядження Кабінету Міністрів України від 12 червня 2020 року № 714-р «Про визначення адміністративних центрів та затвердження територій територіальних громад Івано-Франківської області» увійшло до складу Снятинської міської громади.

## Історія
Постановою облвиконкому і обкому КП(б)У від 27 вересня 1940 р. було відокремлено від Снятинської міськради села Запруття-Надпруття і Балки, утворено Запрутянську сільраду, а Балки приєднано до Кулачинської сільради.

## Відомі люди
- Олександра Слободян-Ковалюк (Дарина) — повітова провідниця ОУН і багатолітня політкаторжанка[3].